# Tsuga (gen plante)
Tsuga este un gen de conifere din familia Pinaceae.